# هیلز فورد (ویرجینیا)
هیلز فورد (به انگلیسی: Hale's Ford) یک منطقهٔ مسکونی در ایالات متحده آمریکا است که در شهرستان فرانکلین، ویرجینیا واقع شده‌است. هیلز فورد ۳۰۲٫۰۶ متر بالاتر از سطح دریا واقع شده‌است.